# Deribassovska

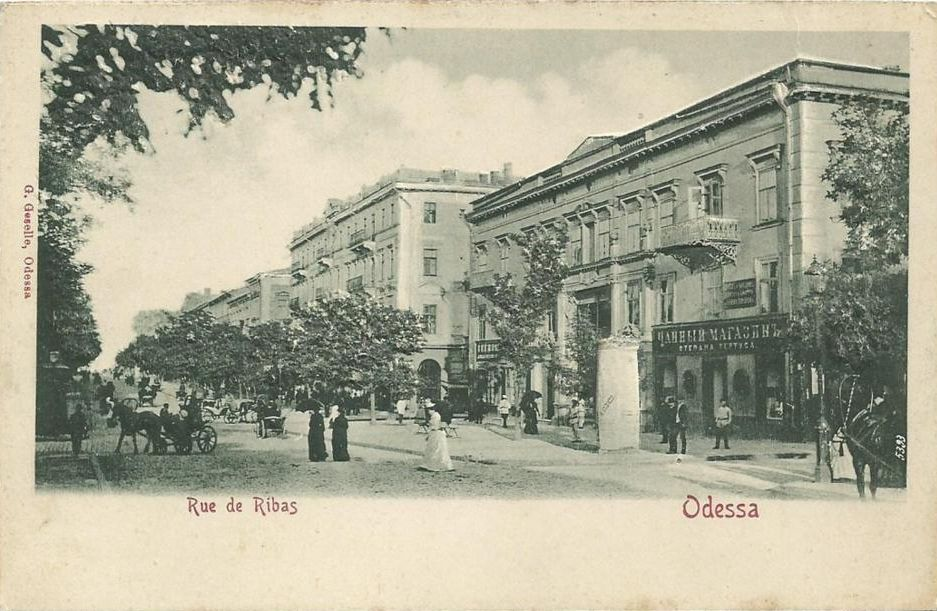
El carrer Deribassovska a l'inici del.

Deribassovska, el Carrer de De Ribas (en ucraïnès ву́лиця Дериба́сівська, Vúlytsia Deribassivska, en rus Улица Дерибасовская, Úlitsa Deribassovska), encapçalat per una escultura del personatge que li dona nom, és un carrer cèntric i molt concorregut de la ciutat d'Odessa, Ucraïna. Està tancat al trànsit rodat i té molta vida.

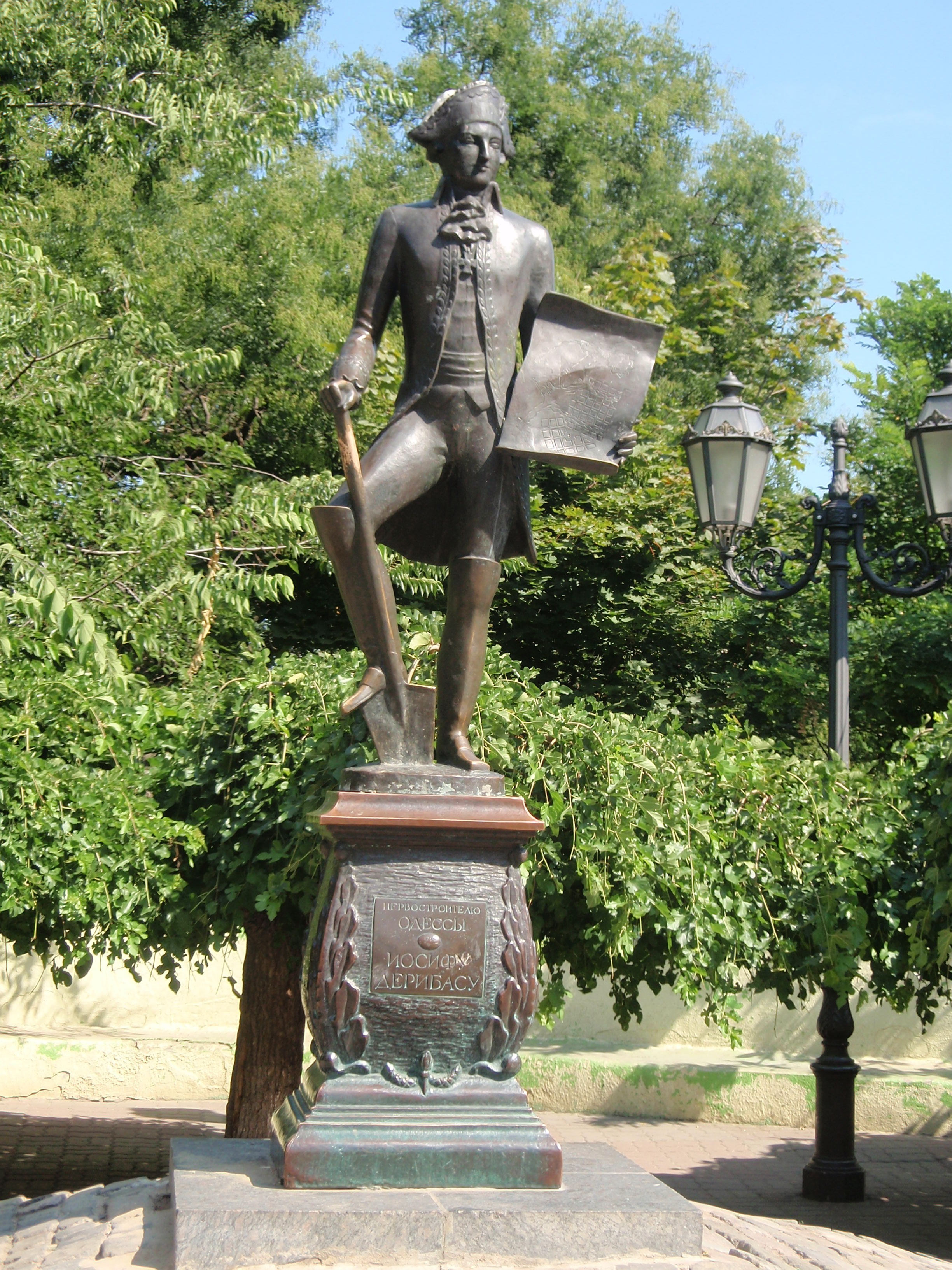
Monument a Josep de Ribas.

El carrer porta el nom de l'almirall rus d'origen catalanoirlandès Josep de Ribas i Boyons, que va participar en la fundació de la ciutat, que en va ser el seu primer alcalde i que va viure al mateix carrer.
Tocant al carrer hi ha el primer parc d'Odessa, que es va construir poc després de la fundació de la ciutat el 1803 pels germans Josep i Fèlix De Ribas. Aquest parc té una font, un quiosc de música, i uns quants monuments, incloent-hi una escultura d'un lleó i una lleona amb els seus cadells, una cadira que commemora el llibre "Les Dotze Cadires", i els monuments al cantant i actor Leonid Utyosov, al doctor Zamenhof, creador de l'esperanto, i al pilot Sergei Utochkin.
Aquest carrer es va anomenar al principi Gimnazska, pel gimnàs que s'hi va inaugurar el 16 d'abril de 1804. Li van posar el nom en honor de Josep de Ribas el 6 de juliol de 1811, i ha tingut diverses variants, com Deribassovska o de Ribassovska, o fins i tot Ribassovska. Durant els primers anys del règim bolxevic (1920 - 1938) se li va posar el nom del revolucionari alemany Ferdinand Lassalle. Després, de 1938 a 1941, s'anomenava carrer de Chkalov. I finalment, el 19 de novembre de 1941, es rebatejava altra vegada amb el nom actual.
El carrer Deribassovska va des del carrer Polska (de Polònia) fins al carrer Preobrazhenska i Sadova, i es creua amb els següents: Pushkinska (de Pushkin), Richelievska (de Richelieu), Katerininska (de Caterina la Gran), Havanna (de L'Havana), i Vicealmirall Zhukov (de Gueorgui Júkov).

## Curiositats
- El carrer Deribassovska va ser tancat al trànsit rodat, i es va convertir en una zona exclusivament de vianants durant la primavera de 1984. Abans d'això, era utilitzat no només per automòbils, sinó també pels troleibusos urbans de les línies 1 i 2, que van ser desplaçades als carrers veïns per fer possible la transformació.

- Aquest carrer surt a diferents cançons populars, com ara una cançó humorística jueva odessita, que comença «Как на Дерибасовской, угол Ришельевской» ([Us contaré la història de] com a Deribassovska, a la cantonada amb Richelievska...).

- El primer d'abril de cada any ocupa tot el llarg del carrer Deribassovska una desfilada anomenada Humorina, una mena de carnaval format per desenes de milers d'espectadors i participants vestits de manera divertida.